# Euploea infantilis
Euploea infantilis är en fjärilsart som beskrevs av Butler 1876. Euploea infantilis ingår i släktet Euploea och familjen praktfjärilar. Inga underarter finns listade i Catalogue of Life.